# Aso-jinja
L'Aso-jinja (阿蘇神社) est un sanctuaire shinto situé à Aso, préfecture de Kumamoto au Japon. C'est un des plus anciens et plus importants sanctuaires au Japon. Le sanctuaire abrite plusieurs biens culturels importants du Japon tels que l'ichi-no-shinden (一の神殿), le ni-no-shinden (二の神殿), le rōmon (楼門), etc.

## Histoire

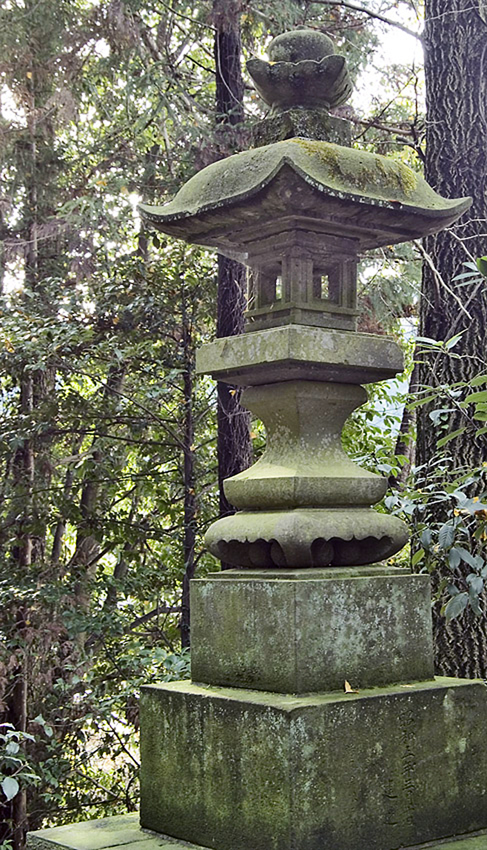
Lanterne de pierre à Aso-jinja (Hamura).

Aso-jinja au mont Aso dans l'île de Kyushu est traditionnellement considéré comme ayant été un centre de culte avant l'accession au trône de l'empereur Jimmu. Le complexe de sanctuaire shikinaisha à Ichinomiya — dans ce qui est maintenant la préfecture de Kumamoto — aurait été fondé en 281. Ichi-no-miya signifie littéralement « le premier sanctuaire », ce qui signifie en d'autres termes qu'Aso a été le premier sanctuaire dans la province de Higo.
Les archives rapportent la fondation du sanctuaire au règne de l'empereur Keikō. Vers le milieu du XIe siècle, le sanctuaire est impliqué dans les questions nationales telles qu'elles se présentent à Kyūshū. Au cours de l'emprise du shogunat de Kamakura, le clan Hôjô exerce une influence importante sur les affaires d'Aso-jinja.
Ce sanctuaire shinto est dédié à la vénération de Tateiwatatsu-no-Mikoto, petit-fils du premier empereur du Japon et frère de l'empereur Suizei, le deuxième monarque sur la liste traditionnelle des empereurs. C'est à la même époque que l'empereur Jimmu établit son palais à Kashihara au pied du mont Unebi dans la province de Yamato. Tateiwatasu est envoyé à Aso-jinja où il aide à la fondation d'un certain nombre de communautés agricoles ; il aurait plus tard construit un palais à Miyagi.
L'emplacement d'origine du sanctuaire est incertain car il a été détruit et reconstruit à plusieurs reprises dans ou près du cratère de Aso-zan. Les bâtiments actuels ne datent que de l'ère Tenpō (1830-1843).
De 1871 à 1946, Aso-jibja a été officiellement désigné l'un des kanpei-taisha (官幣大社), ce qui signifie qu'il était au premier rang des sanctuaires soutenus par l'État.

## Croyance shinto
Aso-no-Ōkami, le kami ou esprit qui réside au sanctuaire Aso est adoré dès les premiers temps comme divinité gardienne de la sécurité de la navigation et il est aujourd'hui populaire comme dieu protecteur des fidèles contre les accidents de la circulation et autres événements indésirables.
Yabusame est un festival annuel qui rassemble au sanctuaire Aso des archers montés sur chevaux, des flèches et des cibles spéciales et le rituel shintoïste.
Bien que rarement organisées de nos jours, les cérémonies qui honorent les ancêtres qui se sont installés près de la caldeira Aso continuent d'être associées à Aso-jinja.

## Source de la traduction
- (en) Cet article est partiellement ou en totalité issu de l’article de Wikipédia en anglais intitulé « Aso Shrine » (voir la liste des auteurs).